# جان لي بريت
جان لي بريت (بالفرنسية: Jean Le Bret)‏ هو مهندس معادن ‏ ومهندس فرنسي، ولد في 26 أكتوبر 1872 في باريس في فرنسا، وتوفي بنفس المكان في 23 ديسمبر 1947.

## وصلات خارجية
- جان لي بريت على موقع أوليمبيديا (الإنجليزية)